# Firmat Football Club
Firmat Foot Ball Club es una institución deportiva de la ciudad de Firmat, Provincia de Santa Fe. Comenzó siendo un club de fútbol, donde se desempeña en la Liga Deportiva del Sur.
Pero se ha destacado a nivel nacional en básquet, donde fue uno de los pioneros en la Liga Nacional de Básquet, llegando a semifinales en 1986. Entre 2007 y 2012 participó del Torneo Nacional de Ascenso, cuando vendió su plaza, pasando en los siguientes años a disputar el Torneo Federal.
También se practican hockey sobre césped, fútbol femenino, patín, actividades automovilísticas, tenis, pelota paleta, natación y karate.
El club también ha disputado otros torneos nacionales como la Copa Argentina.

## Historia
Antes de que se considerara fundada institución, hubo algunas inquietudes en la "Villa Firmat" relativas al nuevo juego del fútbol, deporte que se extendía rápidamente por todos los ámbitos de la Argentina, impulsado por los entusiastas residentes británicos y personal de los ferrocarriles primero, y luego por los hijos de esta tierra que lo practicaban en los colegios de las ciudades principales, como Buenos Aires, Rosario, Córdoba y Santa Fe.
En efecto; hacia 1905, se jugó un partido entre un equipo formado por miembros de la colectividad británica de la ciudad de Rosario y un equipo integrado por entusiastas de este deporte de Firmat, formaban parte del "team" rosarino los dos hermanos Jewell, uno de ellos Eduardo, fue el primer jugador rosarino que integró un seleccionado nacional, justamente en el partido llevado a cabo en Buenos Aires el 9 de julio de 1904 versus el Southampton Football Club, primer equipo europeo que visitó Argentina en la historia futbolística.

### Comienzos
Los integrantes del primer equipo del Club Atlético del Rosario poseían un chalet situado sobre el camino a Melincué.
Entre los que componían el equipo local se recuerdan únicamente a Ignacio y Pedro Aramburu y Luis Reuil. Este partido se disputó en un terreno descampado de propiedad de Francisco Real, hoy Cinco Esquinas, como es lógico suponer resultó ampliamente favorable al cuadro rosarino.
Esto vendría a ser, pues los albores del fútbol en Firmat ya que fue este el primer partido que se disputó en este medio.
Estas inquietudes se mantuvieron latentes en el pecho de algunos de los componentes del equipo local, fomentadas por las enseñanzas aprendidas en la ciudad de Rosario por algunos de los estudiantes e incidieron en la posterior formación del equipo que habría de dar origen al club.
Entre los primeros estudiantes de que se iniciaron en la práctica del fútbol en Rosario se cuentan Ignacio, Pedro y Marciano Aramburu y Pedro P. Real alumnos del Colegio e Internado Mercantil Inglés, bajo la dirección de Isaac Newell y su hijo Claudio, en donde vio la luz el Club Atlético Newell's Old Boys cuna de tantas figuras gloriosas del deporte nacional. Posteriormente los hicieron entre otros: Atilio E. Real, Emilio Pelozzi, Alejandro Real (hijo).
Firmat Football Club nació pues como otras instituciones, con la práctica del fútbol en aquellos tiempos heroicos en que todo se hacía a pulmón por de los jugadores.
El 17 de marzo de 1907 se funda en Firmat el "Centro Recreativo Sarmiento" cuyo fin primordial era fomentar entre sus asociados la práctica de ejercicios físicos, organizar picnics y tertulias, crear una sala de lectura y de academia de música, en fin, todo lo necesario para proporcionar sano esparcimiento y elevar el nivel espiritual de los pobladores de la entonces "Villa Firmat".
Poco tiempo después, aproximadamente cuatro meses, un grupo de animosos jóvenes socios de esa entidad, formó un equipo de fútbol organizando partidos con equipos similares de las poblaciones vecinas de Chabás, Casilda, Chañar Ladeado, Arequito, Venado Tuerto, San José de la Esquina, Melincué, etc., consideradas entre las primeras en que se practicó el juego del fútbol en el sur de Santa Fe.
La primera cancha estaba situada en un terreno existente frente al Tiro Federal Argentino, hoy ocupado por los elevadores de la firma Suiffet y Cía. Este fue, pues, el primer campo con que contó la institución. Fueron sus primeros jugadores y dirigentes entre otros: Ignacio Aramburu, Pedro Aramburu, Fernando Pelozzi, Pedro P. Real, Ángel M. Cabrera, Carlos Pelozzi (hijo), Luis Reuil, José Echeverría y Marciano Aramburu.
El primer partido disputado por la institución se jugó todavía bajo el nombre del "Centro Recreativo Sarmiento" en la cancha arriba mencionada, contra un equipo de la localidad de Chabás, ignorándose el resultado.
La primera vestimenta utilizada por los jugadores en el partido de referencia fueron camisetas negras, por ser éstas las únicas que se consiguieron en cantidad suficiente para tal fin. Bien pronto se adoptó como divisa del Club los colores blanco y rojo a rayas verticales, o sea la misma del famoso Club Alumni de Buenos Aires, tan celebrado en aquellos días. No faltó como prenda del equipo el clásico gorro de lana tejido con los colores de la institución que entonces se estilaba. Los necesarios para los once jugadores fueron muy gentilmente confeccionados por Elena Nieto de Aramburu, esposa de Pedro Aramburu, uno de los primeros presidentes. También de esa época data la denominación "Firmat F. B. C." que se dio a la institución.

## 100 años
El año 2007 fue el año del centenario del Firmat Foot Ball Club. El 9 de julio se realizó una caravana, por la avenida Santa Fe, en la cual se trasladó una antorcha entre deportistas históricos del club, hasta llegar a la sede. El miércoles 11 de julio fecha de la fundación, se congregaron socios y simpatizantes para festejar los 100 años del club. 

## Fútbol

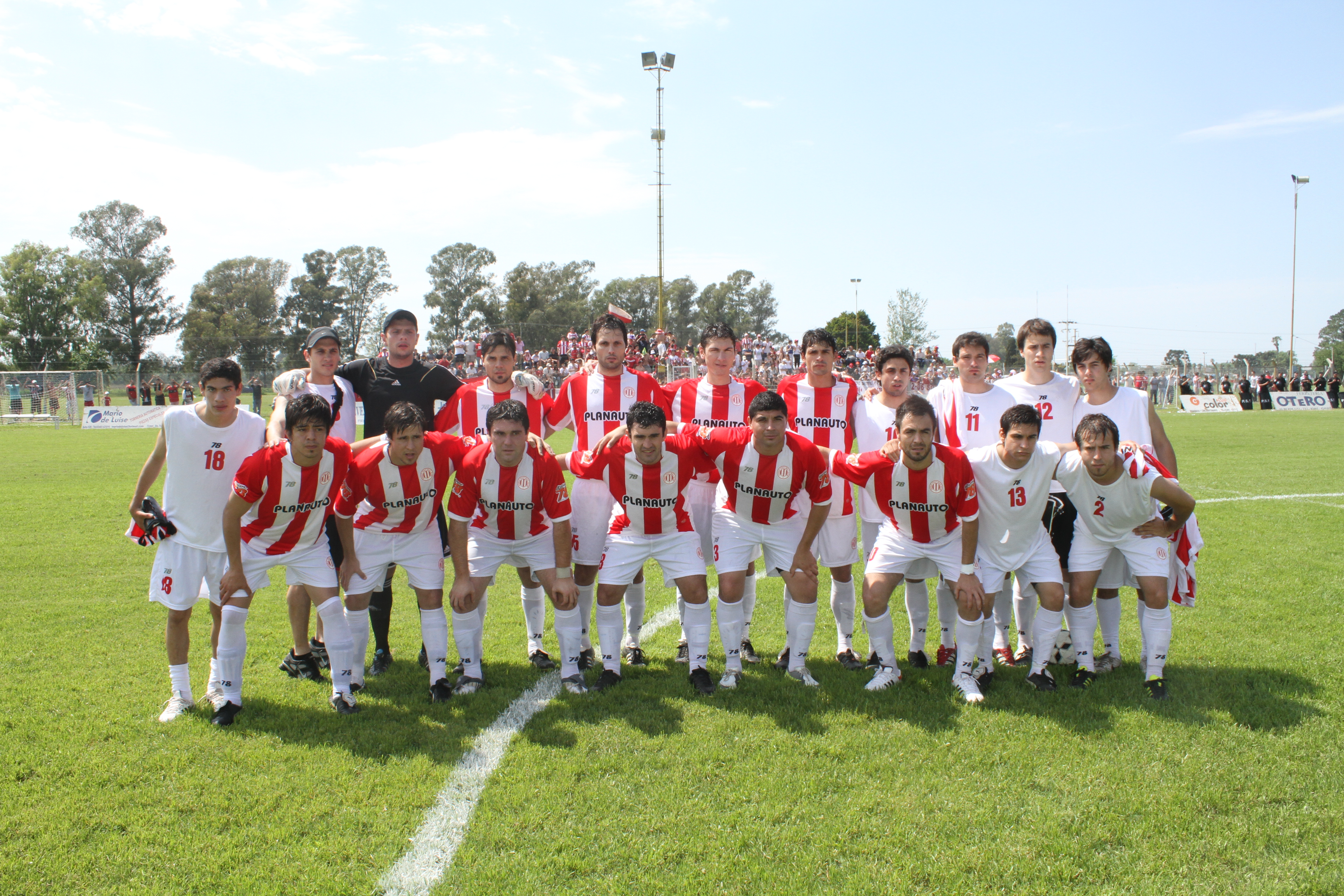
Plantel Campeón 2012.

El 30 de diciembre de 2007 después de 20 años el equipo firmatense se coronó campeón de la Liga Deportiva del Sur, tras ganarle 1 a 0 (gol del delantero Sebastián "Tili" Amaya) a Sportivo Álvarez.
Cerrando así en el año del centenario del club, una magnífica campaña (ganador de la fase regular adjudicándose la Copa Pichino Salvatori). Vale decir que en enero de 2008 se jugaron cuatro minutos restantes que no se habían jugado por suspensión del partido. Estos minutos se fueron sin goles y por lo tanto Firmat Foot Ball Club festejó el campeonato.
Al año siguiente (2008) logra el bicampeonato al imponerse en el partido decisivo de la final por 2 a 0 contra Sporting de Bigand.
En 2012, Firmat Foot Ball Club se coronó nuevamente campeón de la Liga del Sur. Clasificó segundo en la fase regular de 30 fechas, para luego eliminar a Blanco y Negro de Alcorta en cuartos de final(2 a 1(V) y 0-1(L) y a Argentino de Firmat en semifinal (1-1 de visitante, y 1-0 de local). En la finalísima superó en la serie a San Martín de Pavón Arriba. Primero fue empate 1 a 1 (gol de Bonetto) de visitante, para luego ganar en la revancha 3 a 1 (2 goles de Emiliano Aramburu y el restante de Maximiliano Maestrocole), logrando su séptimo título en Liga Deportiva del Sur (1953, 1972, 1985, 1987, 2007, 2008, 2012). Campeón de la Liga Melincue los años (1932/1933/1934). Campeón Copa Interligas 2016 (Liga Casildense y Deportiva del Sur).
En el pasado mes de agosto de 2022, se consagró campeón de la Liga Deportiva del Sur, adquiriendo su octávo título, venciendo a Los Andes de Alcorta 1-3 y empatando en el partido de vuelta.

## Básquet

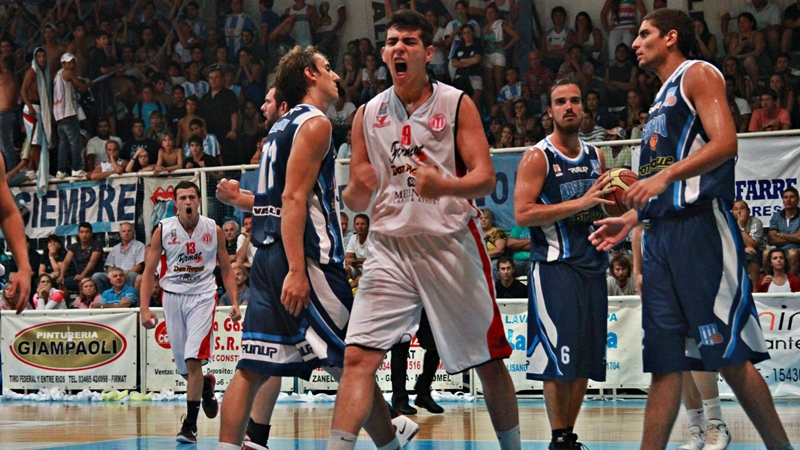
Clásico de básquet del Torneo Federal, con triunfo del Rojo 85 a 81 de visitante.

Firmat Foot Ball Club también tiene una historia rica en básquet. Jugó en la Liga Nacional de Basquetbol de Argentina en los años 1986 (llegó a semifinales) y 1987, y actualmente forma parte del Torneo Federal de Básquet.  En la temporada 2007-2008 obtuvo el campeonato de la Liga B, cuya final frente a Gimnasia y Esgrima de Villa del Parque (GEVP) al mejor de cinco partidos, vio como vencedor a Firmat Foot Ball Club con un rotundo 3-0, y con el condimento que aportó Diego Foradori, autor de un triple en el último segundo del tercer partido, cuando Firmat Foot Ball Club perdía por dos tantos, dándole de este modo el ascenso al TNA, donde jugó por cuatro temporadas.
Al mismo tiempo, el Firmat Foot Ball Club disputa la Asociación Venadense de Básquet, que es el torneo de la liga local. El Rojo se consagró Tricampeón en 2006-07-08, siendo el último de estos tres campeonatos especial, ya que tuvo el hecho de que en la final derrotó a su clásico rival, Club Atlético Argentino de Firmat, al mejor de tres partidos y ganando la serie dos a cero.